# Пол, Крис
Кристофер Эммануэль «Крис» Пол (англ. Christopher Emmanuel "Chris" Paul; родился 6 мая 1985 года в Уинстон-Сейлеме, штат Северная Каролина) — американский профессиональный баскетболист, выступающий на позиции разыгрывающего защитника за команду НБА «Лос-Анджелес Клипперс». Занимает второе место в истории НБА по количеству передач (после Джона Стоктона) и третье место по количеству перехватов (после Стоктона и Джейсона Кидда) за карьеру.
Пол родился и вырос в Северной Каролине. В 2005 году, после двух лет, проведенных в команде Wake Forest Demon Deacons Университета Уэйк-Форест, он был выбран на драфте НБА под общим четвёртым номером командой «Нью-Орлеан Хорнетс». В 2006 году, после первого сезона в НБА, Крис стал новичком года, набирая 16,1 очка и 7,8 передач за матч. В голосовании Пол обошёл лидера «Юты» Дерона Уильямса и первого номера драфта Эндрю Богута. В 2011 году Пол, после шести лет пребывания в Новом Орлеане, перешёл в команду «Лос-Анджелес Клипперс». За время пребывания в НБА Крис восемь раз принимал участие в матче всех звезд НБА, где в 2013 году получил титул самого ценного игрока, трижды входил в первую сборную всех звезд, дважды во вторую, и один раз в третью. Также Пол четырежды становился лидером регулярного чемпионата по передачам и шесть раз по перехватам. В составе сборной США Крис дважды выигрывал золото Олимпийских игр, а также становился бронзовым призёром чемпионата мира 2006 года.
В 2013 году Пол был на четыре года выбран президентом профсоюза игроков НБА, сменив на этом посту Дерека Фишера.

## Биография
Пол успешно выступал за команду средней школы Вест-Форсайт, в 2003 году был включён в сборную звёзд школьной лиги и признан лучшим баскетболистом Северной Каролины. После окончания школы два года выступал за команду Университета Уэйк-Форест.

## Карьера в НБА

### Нью-Орлеан Хорнетс (2005—2011)

#### Ранние годы в НБА
В 2005 году был выбран на драфте НБА под четвёртым номером клубом «Нью-Орлеан Хорнетс». В сезоне 2005/06 из сильнейшего урагана Катрина, на 80 % затопившего Новый Орлеан, команде пришлось играть в Оклахоме-Сити, в которой на тот момент ещё не было команды в НБА. В своем дебютном сезоне Крис стал твердым игроком основы, сыграв 78 матчей и проведя в среднем 35:59 минуты за игру. По итогам сезона Пол был признал новичком года, обойдя первого номера драфта-2005 Эндрю Богута из «Милуоки Бакс» и лидера «Юты Джаз» Дерона Уильямса, а также попал в первую сборную новичков. В сезоне Крис набирал 16.1 очка, 7.8 передач, 5.1 подбора и 2.2 перехвата в среднем за матч. С игры Пол реализовывал 43 % бросков, с дальней дистанции (трехочковый) — 28.2, % попаданий со штрафных бросков составил 84,7 %. Команда финишировала на десятом месте в Западной конференции, выиграв 38 матчей и уступив в 44 соответственно. Во втором своем сезоне молодой разыгрывающий немного улучшил свою статистику, набирая в среднем 17.3 очка, 8.9 передач, 4.0 подбора и 1.8 перехвата в среднем за матч. В сезоне 2006/07 Пол провел 64 матча, играя в среднем 36:45 минут за игру. «Хорнетс», как и в прошлом сезоне, не сумели пройти в плей-офф, заняв также десятое место (39-43).

#### Карьера в Новом Орлеане 2007—2011
В сезоне 2007/08 Пол заметно улучшил свои показатели, набирая в среднем 21.1 очко, 11.6 передач, 4.0 подбора и 2.7 перехватов в среднем за матч. Крис сыграл впервые в карьере 80 матчей за сезон. Существенно улучшив свою статистику и результаты команды в целом, Пол впервые в карьере попал на матч всех звезд. Игра проходила на домашней для него арене — «Смути Кинг-центр». В матче Крис набрал 16 очков и 14 передач, набрав дабл-дабл. По итогам сезона Пол попал в первую сборную всех звезд, а также вошёл в сборную всех звезд защиты. В голосовании за звание самого ценного игрока сезона Крис финишировал на втором месте, пропустив вперед только звезду «Лос-Анджелес Лейкерс» Коби Брайанта. «Хорнетс» впервые с сезона 2003/04 попали в плей-офф. Команда финишировала на втором месте в Западной конференции (56-26), пропустив вперед лишь «Лейкерс» (57-25). В первом раунде «Новый Орлеан» встречался с «Даллас Маверикс» и в пяти играх уверенно прошёл команду из Техаса (4-1). В пятой игре Пол сделал трипл-дабл: 24 очка, 11 подборов и 15 передач. В полуфинале конференции «Хорнетс» в семи играх уступили «Сан-Антонио Спёрс». По окончании сезона Пол подписал с командой новый контракт на 4 года, по которому он получит 68 млн долларов.

### Лос-Анджелес Клипперс (2011—2017)
14 декабря 2011 года Пол после долгих переговоров был обменян из «Хорнетс» в «Лос-Анджелес Клипперс» на Эрика Гордона, Аль-Фарука Амину, Криса Камана и право выбора в первом раунде будущего драфта.
С 2006 года выступает за сборную США, в составе которой становился бронзовым призёром чемпионата мира ФИБА 2006 года и олимпийским чемпионом 2008 и 2012 годов.
В матче всех звезд All Star Game-2013 в Хьюстоне был признан MVP матча.
21 ноября 2013 года в игре против команды «Миннесота Тимбервулвз» Пол установил лучший старт НБА, набирая по 10 и более очков и 10 и более передач в 12 матчах со старта сезона подряд, обойдя по этому показателю Мэджика Джонсона.

### Оклахома-Сити Тандер (2019—2020)
16 июля 2019 года «Хьюстон Рокетс» обменяли Криса Пола и пики 2024 и 2026 годов в первом раунде, а также выборы во втором раунде 2021 и 2025 годов в клуб «Оклахома-Сити Тандер» в обмен на Расселла Уэстбрука.
Он дебютировал за «Тандер» в матче с командой «Юта Джаз» 23 октября 2019 года, набрав 22 очка и 8 подборов за 30 минут игры, Юта Джаз одержала победу со счётом 100–95. 16 декабря Пол почти записал на свой счёт трипл-дабл, набрав 30 очков, 10 подборов и 8 передач в победном матче над «Чикаго Буллз» со счётом 109–106. 29 декабря он также не смог сделать трипл-дабл, набрав 25 очков, 11 подборов и 8 передач в победе над действующим чемпионом «Торонто Рэпторс» со счетом 98–97. 30 января 2020 года Пол был избран на свой десятый матч всех звёзд (впервые с 2016 года). 11 февраля Пол установил личный рекорд сезона, набрав 31 очко в проигранном со счётом 114–106 матче против «Сан-Антонио Спёрс».

### Финикс Санз (2020—2023)
16 ноября 2020 года его обменяли в команду «Финикс Санз» вместе с Абдель Надером на Келли Обри, Рики Рубио, Тая Джерома, Джейлена Лекью и выбор в первом раунде на драфте 2022 года.
24 июня 2023 года Пола и Лэндри Шэмета обменяли в команду «Вашингтон Уизардс» на Брэдли Била.  В результате обмена «Уизардс» также получил 6 пиков второго раунда драфта НБА (2024, 2025, 2026, 2027, 2028 и 2030) и 4 права на обмен пиками первого раунда драфта НБА (2024, 2026, 2028 и 2030).

### Голден Стэйт Уорриорз (2023—2024)
6 июля 2023 года Криса Пола обменяли в команду «Голден Стэйт Уорриорз» на Джордана Пула, Патрика Болдуина и Райана Роллинза, а также защищенный в Топ-20 пик первого раунда драфта-2030 и выбор во втором раунде драфта-2027. 30 июня 2024 года Пол был отчислен.

### Сан-Антонио Спёрс (2024—2025)
7 июля 2024 года Пол подписал однолетнее соглашение с «Сан-Антонио Спёрс» на сумму 11 миллионов долларов. 8 декабря 2024 года в матче против «Нью-Орлеан Пеликанс» (121-116) сделал 10 передач и вышел на второе место в истории НБА по количеству передач за карьеру, обойдя Джейсона Кидда.
27 марта 2025 года Крис Пол обошел Пола Пирса и занял 16-ю строчку по количеству проведенных игр за карьеру в НБА (1344). 13 апреля Пол сыграл в последней игре регулярного сезона, набрав 15 очков, семь подборов, шесть передач и четыре перехвата в победе над «Торонто Рэпторс» со счетом 125:118, став первым игроком в истории НБА, набравшим 23 000 очков и отдавшим не менее 12 000 передач. Он также вышел в старте во всех 82 играх, став первым игроком, которому это удалось сделать на 20-м сезоне в лиге. Предыдущий рекорд по этому показателю принадлежал игроку «Юты» Джону Стоктону, который вышел в старте в 82 играх в своем 19-м и последнем сезоне.

### Возвращение в «Клипперс» (2025—настоящее время)
21 июля 2025 года Пол подписал однолетний контракт на сумму 3,6 миллиона долларов с «Лос-Анджелес Клипперс». 23 июля стало известно, что Пол будет выступать за клуб под номером «3».

## Выступления за сборную
Пол дебютировал за сборную США на Чемпионате мира по баскетболу 2006 года в Японии. Он завершил соревнования с 44 передачами и помог команде США завоевать бронзовую медаль. На Олимпийских играх 2008 в Пекине он сыграл ключевую роль, выходя со скамейки запасных, набрав 13 очков в золотом матче против сборной Испании. Помимо золотой медали, команда США завершила соревнования с идеальным результатом в 8 побед. На Олимпийских играх 2012 года в Лондоне Пол был переведен на позицию стартового разыгрывающего и набирал в среднем 8,2 очка, 5,1 передачи и 1,6 перехвата за игру, что помогло завоевать еще одну золотую медаль и вновь стать непобежденной командой на турнире.

## Личная жизнь
Пол женился на своей возлюбленной из колледжа Джаде Кроули 10 сентября 2011 года. Вместе они воспитывают двоих детей: сына Криса Эммануэля ІІ, родившегося в мае 2009 года, и дочь Камрин, родившуюся в августе 2012 года.
Пол — христианин и по возможности посещает церковь каждое воскресенье. В одном из интервью Пол прокомментировал: «Я так благодарен своим родителям, что они вырастили меня и СиДжея в тесной связи и зависимости от наставлений божьих и нашей веры в него, и всегда были благодарны за то, что мы получаем».
Брат Пола, СиДжей, играл в баскетбол в колледже Хэмптонского университета и Университета Южной Каролины на севере штата. В 2004 году они играли друг против друга, когда Университет Уэйк-Форест проводил предсезонную игру с Университетом Южной Каролины. СиДжей сейчас работает личным менеджером Криса.
Пол любит боулинг и владеет командой в Лиге профессиональной ассоциации боулеров (PBA) под названием L.A.X.
В 2018 году спортсмен приобрел миноритарный пакет акций «Winston-Salem Dash», бейсбольной команды низшей лиги, расположенной в его родном городе.

## Статистика

### Статистика в НБА
| Сезон                                                                                    | Команда       | Регулярный сезон | Регулярный сезон | Регулярный сезон | Регулярный сезон | Регулярный сезон | Регулярный сезон | Регулярный сезон | Регулярный сезон | Регулярный сезон | Регулярный сезон | Регулярный сезон | Серия плей-офф | Серия плей-офф | Серия плей-офф | Серия плей-офф | Серия плей-офф | Серия плей-офф | Серия плей-офф | Серия плей-офф | Серия плей-офф | Серия плей-офф | Серия плей-офф |
| Сезон                                                                                    | Команда       | GP               | GS               | MPG              | FG%              | 3P%              | FT%              | RPG              | APG              | SPG              | BPG              | PPG              | GP             | GS             | MPG            | FG%            | 3P%            | FT%            | RPG            | APG            | SPG            | BPG            | PPG            |
| ---------------------------------------------------------------------------------------- | ------------- | ---------------- | ---------------- | ---------------- | ---------------- | ---------------- | ---------------- | ---------------- | ---------------- | ---------------- | ---------------- | ---------------- | -------------- | -------------- | -------------- | -------------- | -------------- | -------------- | -------------- | -------------- | -------------- | -------------- | -------------- |
| 2005/06                                                                                  | Нью-Орлеан    | 78               | 78               | 36,0             | 43,0             | 28,2             | 84,7             | 5,1              | 7,8              | 2,2              | 0,1              | 16,1             | Не участвовал  | Не участвовал  | Не участвовал  | Не участвовал  | Не участвовал  | Не участвовал  | Не участвовал  | Не участвовал  | Не участвовал  | Не участвовал  | Не участвовал  |
| 2006/07                                                                                  | Нью-Орлеан    | 64               | 64               | 36,8             | 43,7             | 35,0             | 81,8             | 4,4              | 8,9              | 1,8              | 0,0              | 17,3             | Не участвовал  | Не участвовал  | Не участвовал  | Не участвовал  | Не участвовал  | Не участвовал  | Не участвовал  | Не участвовал  | Не участвовал  | Не участвовал  | Не участвовал  |
| 2007/08                                                                                  | Нью-Орлеан    | 80               | 80               | 37,6             | 48,8             | 36,9             | 85,1             | 4,0              | 11,6             | 2,7              | 0,1              | 21,1             | 12             | 12             | 40,5           | 50,2           | 23,8           | 78,5           | 4,9            | 11,3           | 2,3            | 0,2            | 24,1           |
| 2008/09                                                                                  | Нью-Орлеан    | 78               | 78               | 38,5             | 50,3             | 36,4             | 86,8             | 5,5              | 11,0             | 2,8              | 0,1              | 22,8             | 5              | 5              | 40,2           | 41,1           | 31,3           | 85,7           | 4,4            | 10,4           | 1,6            | 0,0            | 16,6           |
| 2009/10                                                                                  | Нью-Орлеан    | 45               | 45               | 38,0             | 49,3             | 40,9             | 84,7             | 4,2              | 10,7             | 2,1              | 0,2              | 18,7             | Не участвовал  | Не участвовал  | Не участвовал  | Не участвовал  | Не участвовал  | Не участвовал  | Не участвовал  | Не участвовал  | Не участвовал  | Не участвовал  | Не участвовал  |
| 2010/11                                                                                  | Нью-Орлеан    | 80               | 80               | 36,0             | 46,3             | 38,8             | 87,8             | 4,1              | 9,8              | 2,4              | 0,1              | 15,9             | 6              | 6              | 41,7           | 54,5           | 47,4           | 79,6           | 6,7            | 11,5           | 1,8            | 0,0            | 22,0           |
| 2011/12                                                                                  | Клипперс      | 60               | 60               | 36,4             | 47,8             | 37,1             | 86,1             | 3,6              | 9,1              | 2,5              | 0,1              | 19,8             | 11             | 11             | 38,5           | 42,7           | 33,3           | 87,2           | 5,1            | 7,9            | 2,7            | 0,1            | 17,6           |
| 2012/13                                                                                  | Клипперс      | 70               | 70               | 33,4             | 48,1             | 32,8             | 88,5             | 3,7              | 9,7              | 2,4              | 0,1              | 16,9             | 6              | 6              | 37,3           | 53,3           | 31,6           | 89,2           | 4,0            | 6,3            | 1,8            | 0,0            | 22,8           |
| 2013/14                                                                                  | Клипперс      | 62               | 62               | 35,0             | 46,7             | 36,8             | 85,5             | 4,3              | 10,7             | 2,5              | 0,1              | 19,1             | 13             | 13             | 36,3           | 46,7           | 45,7           | 77,4           | 4,2            | 10,3           | 2,8            | 0,0            | 19,8           |
| 2014/15                                                                                  | Клипперс      | 82               | 82               | 34,8             | 48,5             | 39,8             | 90,0             | 4,6              | 10,2             | 1,9              | 0,2              | 19,1             | 12             | 12             | 37,1           | 50,3           | 41,5           | 94,1           | 4,4            | 8,8            | 1,8            | 0,3            | 22,1           |
| 2015/16                                                                                  | Клипперс      | 74               | 74               | 32,7             | 46,2             | 37,1             | 89,6             | 4,2              | 10,0             | 2,1              | 0,2              | 19,5             | 4              | 4              | 31,3           | 48,7           | 30,0           | 100,0          | 4,0            | 7,3            | 2,3            | 0,0            | 23,8           |
| 2016/17                                                                                  | Клипперс      | 61               | 61               | 31,5             | 47,6             | 41,1             | 89,2             | 5,0              | 9,2              | 2,0              | 0,1              | 18,1             | 7              | 7              | 37,1           | 49,6           | 36,8           | 87,9           | 5,0            | 9,9            | 1,7            | 0,1            | 25,3           |
| 2017/18                                                                                  | Хьюстон       | 58               | 58               | 31,8             | 46,0             | 38,0             | 91,9             | 5,4              | 7,9              | 1,7              | 0,2              | 18,6             | 15             | 15             | 34,5           | 45,9           | 37,4           | 83,0           | 5,9            | 5,8            | 2,0            | 0,3            | 21,1           |
| 2018/19                                                                                  | Хьюстон       | 58               | 58               | 32,0             | 41,9             | 35,8             | 86,2             | 4,6              | 8,2              | 2,0              | 0,3              | 15,6             | 11             | 11             | 36,1           | 44,6           | 27,0           | 84,4           | 6,4            | 5,5            | 2,2            | 0,6            | 17,0           |
| 2019/20                                                                                  | Оклахома-Сити | 70               | 70               | 31,5             | 48,9             | 36,5             | 90,7             | 5,0              | 6,7              | 1,6              | 0,2              | 17,6             | 7              | 7              | 37,3           | 49,1           | 37,2           | 88,5           | 7,4            | 5,3            | 1,6            | 0,4            | 21,3           |
| 2020/21                                                                                  | Финикс        | 70               | 70               | 31,4             | 49,9             | 39,5             | 93,4             | 4,5              | 8,9              | 1,4              | 0,3              | 16,4             | 20             | 20             | 34,2           | 49,7           | 44,6           | 87,7           | 3,5            | 8,6            | 1,2            | 0,2            | 19,2           |
| 2021/22                                                                                  | Финикс        | 65               | 65               | 32,9             | 49,3             | 31,7             | 83,7             | 4,4              | 10,8             | 1,9              | 0,3              | 14,7             | 13             | 13             | 34,5           | 56,1           | 38,8           | 94,6           | 4,2            | 8,3            | 1,5            | 0,2            | 17,5           |
| 2022/23                                                                                  | Финикс        | 59               | 59               | 32,0             | 44,0             | 37,5             | 83,1             | 4,3              | 8,9              | 1,5              | 0,4              | 13,9             | 7              | 7              | 35,7           | 41,8           | 32,1           | 50,0           | 5,0            | 7,4            | 1,7            | 0,7            | 12,4           |
| 2023/24                                                                                  | Голден Стэйт  | 58               | 18               | 26,4             | 44,1             | 37,1             | 82,7             | 3,9              | 6,8              | 1,2              | 0,1              | 9,2              | Не участвовал  | Не участвовал  | Не участвовал  | Не участвовал  | Не участвовал  | Не участвовал  | Не участвовал  | Не участвовал  | Не участвовал  | Не участвовал  | Не участвовал  |
| 2024/25                                                                                  | Сан-Антонио   | 82               | 82               | 28,0             | 42,7             | 37,7             | 92,4             | 3,6              | 7,4              | 1,3              | 0,3              | 8,8              | Не участвовал  | Не участвовал  | Не участвовал  | Не участвовал  | Не участвовал  | Не участвовал  | Не участвовал  | Не участвовал  | Не участвовал  | Не участвовал  | Не участвовал  |
|                                                                                          | Всего         | 1354             | 1314             | 33,7             | 47,0             | 37,0             | 87,1             | 4,4              | 9,2              | 2,0              | 0,2              | 17,0             | 149            | 149            | 36,5           | 48,4           | 37,3           | 85,4           | 4,9            | 8,3            | 1,9            | 0,2            | 20,0           |
| Наведите курсор мыши на аббревиатуры в заголовке таблицы, чтобы прочесть их расшифровку. |               |                  |                  |                  |                  |                  |                  |                  |                  |                  |                  |                  |                |                |                |                |                |                |                |                |                |                |                |

### Статистика в NCAA
| Сезон | Команда     | Conf  | Class | GP | GS | MPG  | FG%  | 3P%  | FT%  | RPG | APG | SPG | BPG | PPG  |
| --- | ----------- | ----- | ----- | -- | -- | ---- | ---- | ---- | ---- | --- | --- | --- | --- | ---- |
| 2003/04 | Уэйк-Форест | ACC   | FR    | 31 | 31 | 33,6 | 49,6 | 46,5 | 84,3 | 3,3 | 5,9 | 2,7 | 0,4 | 14,8 |
| 2004/05 | Уэйк-Форест | ACC   | SO    | 32 | 31 | 33,4 | 45,1 | 47,4 | 83,4 | 4,5 | 6,6 | 2,4 | 0,0 | 15,3 |
| Всего | Всего       | Всего | Всего | 63 | 62 | 33,5 | 47,2 | 47,0 | 83,8 | 3,9 | 6,3 | 2,5 | 0,2 | 15,0 |
| Наведите курсор мыши на аббревиатуры в заголовке таблицы, чтобы прочесть их расшифровку Статистика приведена с сайта sports-reference.com |             |       |       |    |    |      |      |      |      |     |     |     |     |      |